# Palazzetto Petroni

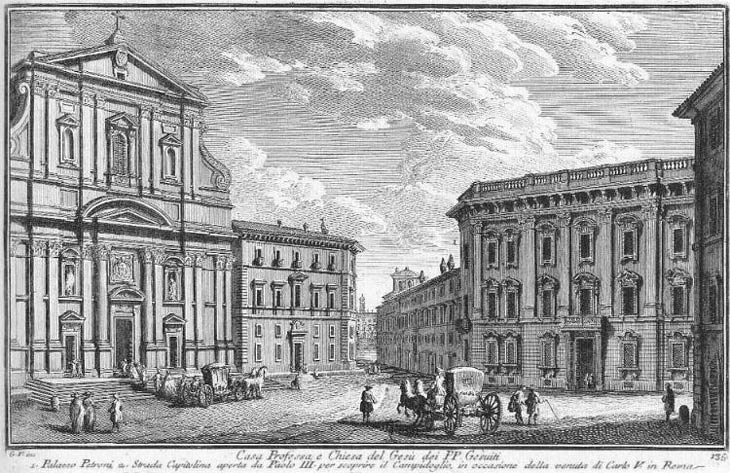
Gravura de Giuseppe Vasi (1756), mostrando a Igreja de Jesus à esquerda e o Palazzo Petroni Cenci Bolognetti à direita. O Palazzeto Petroni é o edifício ao lado deste palácio, ao longo da rua à direita.

Palazzetto Petroni é um palácio localizado na Via dell'Aracoeli, ao lado do Palazzo Petroni Cenci Bolognetti, no rione Pigna de Roma. Foi construído em 1563 para a família Petroni, proprietária de outros palácios nas imediações.